# セント・ジョン教区 (ドミニカ国)
セント・ジョン教区（英語: Saint John Parish）は、ドミニカ国の行政教区。島の北西部に位置し、東をセント・アンドリュー教区、南をセント・ピーター教区と接する。面積は59平方キロメートル、人口は6,422人（2011年国勢調査）。そのうち、西海岸のプリンス・ルパート湾に面したポーツマス、グランヴィラ、ピカードから成るポーツマス町が教区人口の約6割を占めている。
観光地はカブリツ国立公園、インディアン川、クリケット場のベンジャミンズ・パークがある。プリンス・ルパート湾ではヨットやクルーズ船が立ち寄るほか、港湾施設から離れた場所にはココナッツ・ビーチ、リパトン・ビーチなど海水浴場が存在する。教区の最高地点はモルヌ・オ・ディアブル（意味は「悪魔達の山」）の861メートル。国内最西端地点がセント・ピーター教区との境付近の岬にある。
著名な出身者として、歴史家・政治家のレノックス・ハニチャーチ、第4代首相のロージー・ダグラスが挙げられる。

## 主要都市
ポーツマスは同国唯一の町（Town）であり、他は村（Village）に分類される。教区の行政中心地は存在しない。
- カプチン（ドイツ語版） (Capuchin)
- クリフトン（ドイツ語版） (Clifton)
- コテージ（ドイツ語版） (Cottage)
- グランヴィラ (Glanvilla)
- ピカード（英語版） (Picard)
- ポーツマス (Portsmouth)